# 아우로라숲쥐
아우로라숲쥐 또는 루손아우로라숲쥐(Apomys aurorae)는 쥐과에 속하는 설치류의 일종이다. 필리핀 루손섬의 토착종이다.

## 특징
아우로라숲쥐는 작은 설치류로 전체 몸길이는 258~291mm, 꼬리 길이는 121~148mm, 발 길이는 35~38mm이다. 귀 길이는 21~23mm, 몸무게는 최대 79g이다. 상체는 진한 갈색이고, 옆구리와 주둥이는 연한 색을 띠는 반면에 하체는 희거나 회색이다. 손발은 작고 흰 털로 덮여 있다. 머리부터 몸까지 길이 보다 꼬리 길이가 길고, 윗 면은 진하고 아랫 면은 연하다.

## 생태
육상성 동물이며, 야행성 동물이다. 먹이는 곤충과 지렁이, 씨앗이다.

## 분포 및 서식지
필리핀 루손섬의 북부 산악 지대에 분포한다. 해발 950~2200m의 소나무 숲에서 서식한다.

## 보전 상태
생태와 위협 요인 등이 아직 명확하지 않기 때문에 IUCN 적색 목록에서 "정보부족종"으로 분류하고 있다.